# Catedral de Évreux
La catedral [de] Nuestra Señora de Evreux (del francés: cathédrale Notre-Dame d'Évreux) es una catedral católica de Francia, levantada en la Edad Media en la entonces pequeña ciudad de Evreux, la actual capital del departamento de Eure en la región de Alta Normandía. Es uno de los edificios más notables de la ciudad, realizado en diversos estilos arquitectónicos: gótico radiante, gótico flamígero y estilo de Enrique II. La catedral fue objeto de una clasificación como monumento histórico por la lista de 1862.

## Historia

### Orígenes
La diócesis de Évreux fue establecida en el siglo IV. La primera catedral debió de construirse en el emplazamiento de la antigua basílica romana, dentro de las fortificaciones de la villa.

### La catedral románica
Rollón (870-932/33), el caudillo vikingo que arrasó la región desde la desembocadura del Sena y que fue invitado por Carlos el Simple para asentarse en lo que sería el origen de la futura Normandía, en el momento de su conversión al cristianismo y bautismo, hizo donaciones a muchas de las iglesias anteriormente devastadas. El tercer día vio la dotación de la catedral de Évreux.
Guillaume Flaitel, obispo de Evreux (1046-1066) comenzó la reconstrucción de la catedral, que fue terminada bajo el mandato del obispo Gilbert II de la Grue (1070-1113) y consagrada a Nuestra Señora en 1077 por el arzobispo de Ruan, Jean d'Ivry.

### Una nueva catedral
En 1119, la catedral fue incendiada. Esta decisión se tomó, durante el asedio de la ciudad, por Audin, obispo de Evreux, capellán y consejero del rey Enrique I de Inglaterra, tras la adjudicación del condado de Évreux a Amaury de Montfort, un vasallo del rey de Francia. Evreux se convirtió en una villa normanda y el papa Calixto II, en el concilio de Reims, obligó al rey de Inglaterra a reconstruir su catedral.
La reconstrucción comenzó en 1126 y terminó alrededor de 1140. Pero el renovado conflicto entre Ricardo Corazón de León y Felipe Augusto provocó otro incendio de la catedral en 1198.

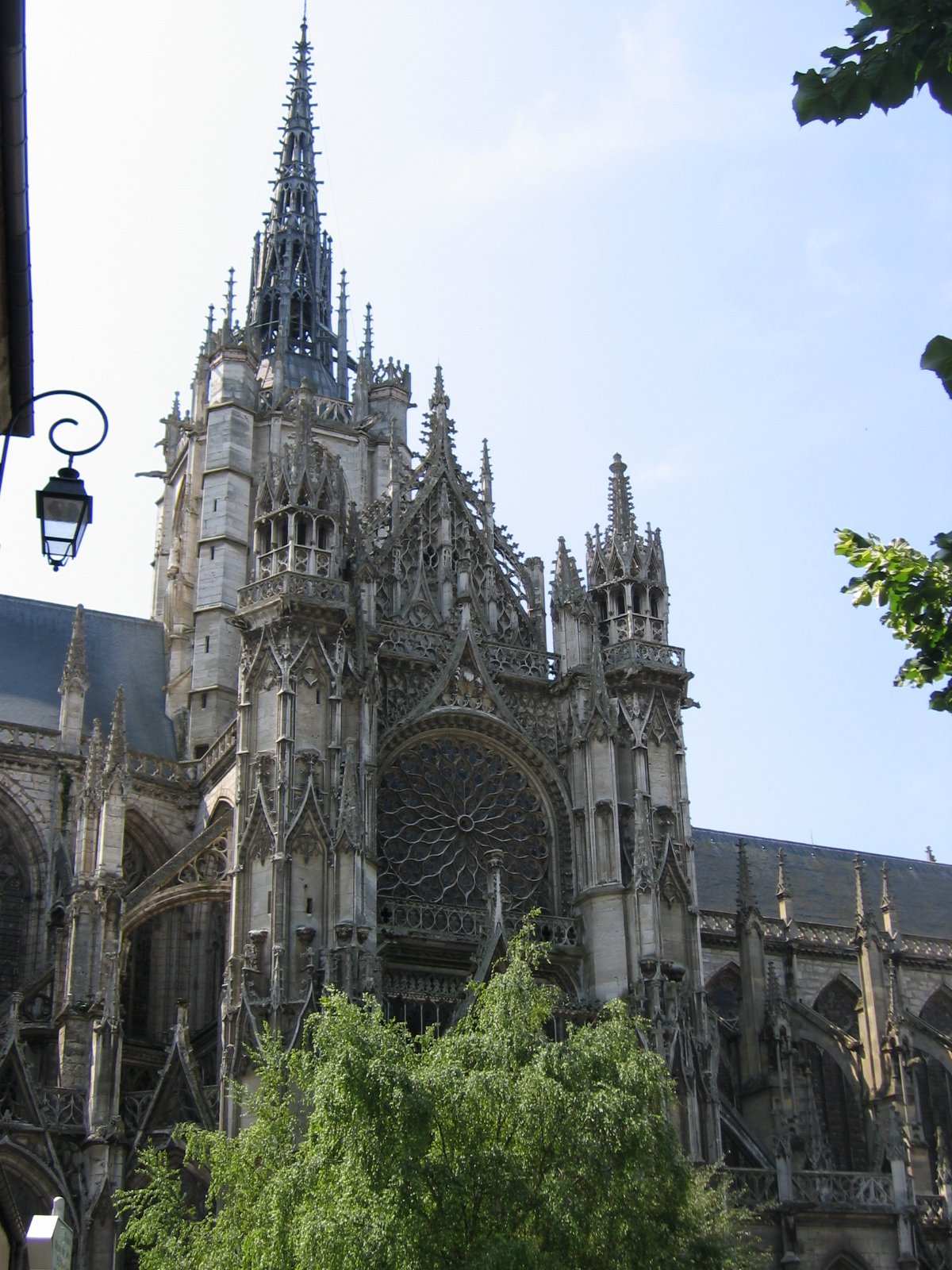
Fachada del transepto norte

### La catedral gótica
El 22 de mayo de 1199, Evreux quedó unido al dominio del rey de Francia. La falta de vías de comunicación y los limitados fondos disponibles para el cabildo de la catedral impidió una rápida recuperación. Para promover la reconstrucción del edificio, el papa Inocencio III concedió una indulgencia al obispo Robert de Roye (1201 a 1203). Sin embargo, los trabajos de restauración no se iniciaron hasta 1220. En 1253, Gautier Varinfroy fue designado para reconstruir la catedral y será el maestro de obras principal de la nave. En la coronación de Raoul de Grosparmy, celebrada en 1259 en la iglesia abacial de la abadía de San Taurin, la nave de la catedral estaba ya acabada y se comenzaba a trabajar en el coro.
Las capillas de las naves laterales, cinco a cada lado, se añadieron entre los pilares de los arbotantes al final del siglo XIII, inicios del XIV.
Tras el incendio de la catedral, causada por el enfrentamiento del rey Juan II de Francia contra Carlos II de Navarra, conde de Evreux, durante la Guerra de los Cien Años, la ciudad, con su catedral, es incendiada. Nicolle Le Féron se encargó de las reparaciones a partir de junio de 1356. Después de otro incendio de la ciudad en 1378, esta vez provocado por Carlos V de Francia, hasta 1441 no comenzaron los trabajos de reconstrucción. Jehan Le Roy dirigió el trabajo desde 1442 hasta 1455, con el apoyo del obispo Guillaume Flocques, hijo del baile (oficial de justicia) y libertador de la villa.
En cartas patentes, el rey Luis XI confirmó de nuevo su protección real en 1482.
La fachada flamígera del transepto norte, concebida por Jehan Cossart, concluyó magistralmente, en el siglo XVI, la edificación de ese volumen transversal. El Renacimiento, que se introdujo tardíamente en Francia, solo legó la portada occidental, que se encuentra bajo el gran rosetón. La manera francesa triunfó en las torres disímiles que la encuadran.
Realizados por François Galopin, los trabajos del inicio del siglo XVII llevan a la terminación de la iglesia. Con maneras clásicas en el lateral sur, sucede, al norte, una superposición de soportes en anillo, en el espíritu del arquitecto renacentista francés Philibert Delorme.

### De la Revolución a hoy
La catedral fue ampliamente restaurada en el siglo XIX por Denis Darcy, arquitecto diocesano, bajo la dirección de Viollet-le-Duc.
Durante la Segunda Guerra Mundial, la catedral sufrió los bombardeos de la ciudad (bombardeo de 1940). Los trabajos de reparación, completados en 1973, restauraron el edificio a su antigua gloria de antaño y su vigorosa «campana de plata», alta flecha coronando el tiburio (torre-linterna) del transepto que la domina desde la Edad Media

## Descripción

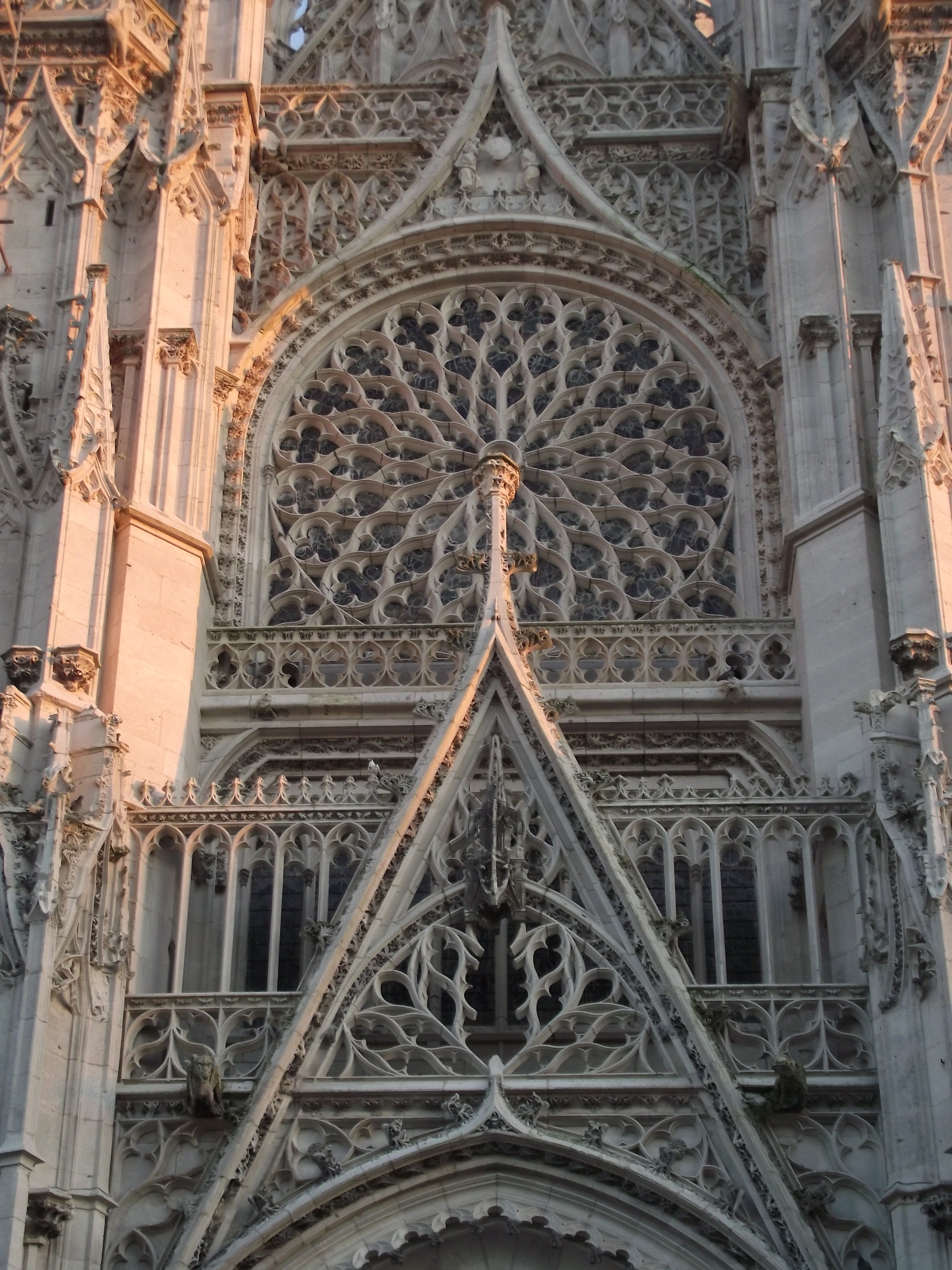
Detalle de la fachada norte del transepto

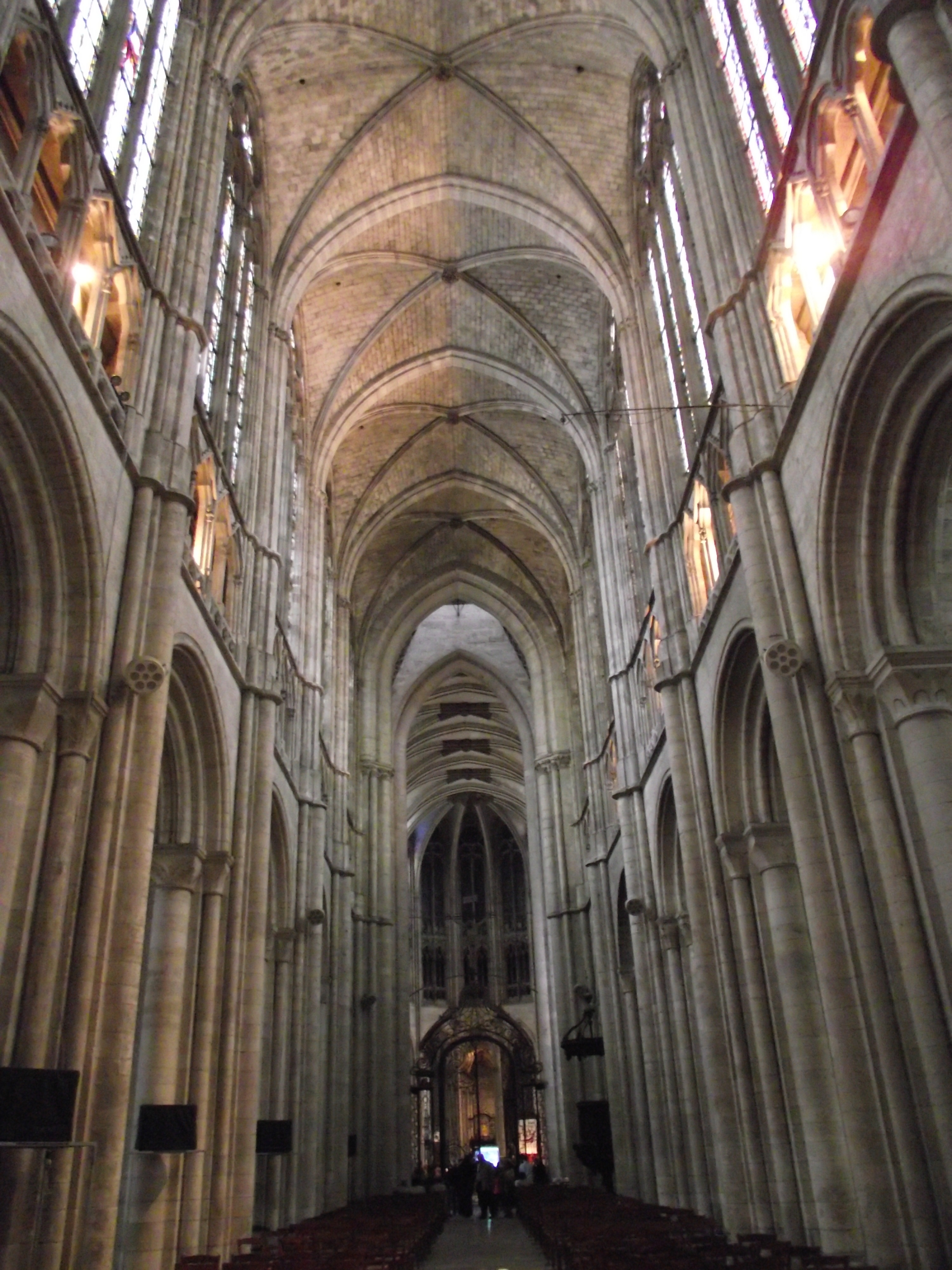
La nave central

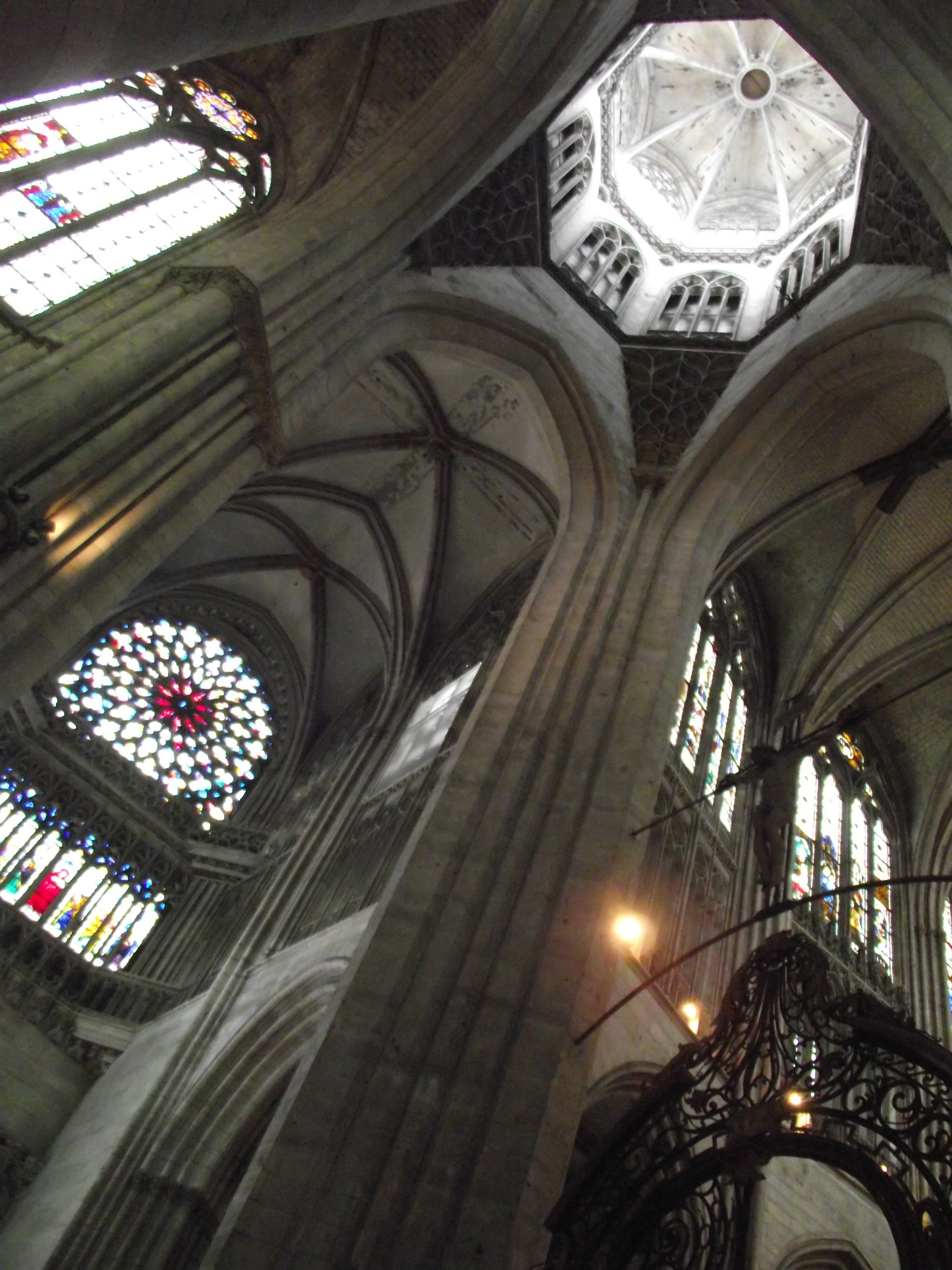
Vista del transepto con el tiburio

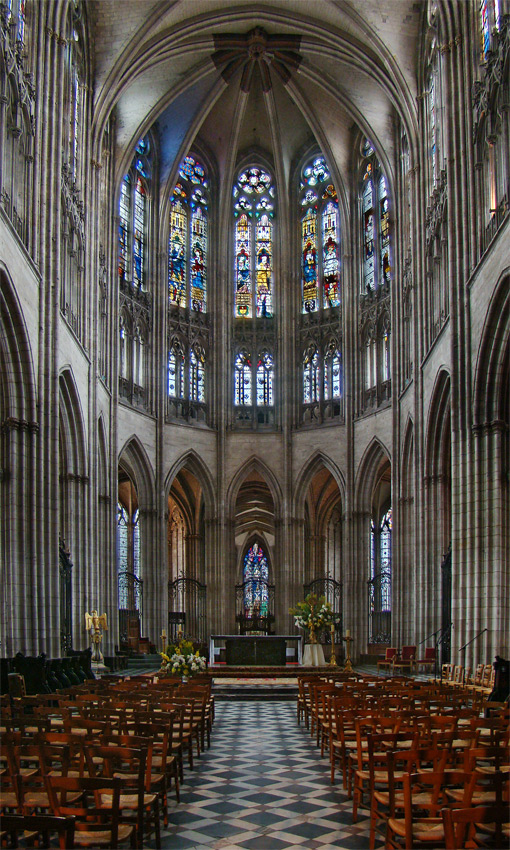
El coro

### Exterior
La catedral presenta diferentes estilos que reflejan las diferentes etapas de la arquitectura gótica, del gótico clásico de la nave, al gótico radiante del coro, o el gótico flamígero de la hermosa fachada del transepto norte. Además, la fachada principal, flanqueada por dos torres de diferentes alturas, es de estilo renacentista. Sobre el crucero se alza una torre rematada con una hermosa linterna. En el lado sur se abre el hermoso claustro del siglo XV.

### Interior
El interior, con planta de cruz latina, tiene una zona principal en la que destacables vidrieras realzan el espacio, dividida en tres naves con enormes polistilos (pilastras complejas) que sostienen la arcada protogótica hecha por Gauthier Varinfoy, la galería del triforio y el claristorio,  insertos sobre las bóvedas de crucería cuatripartitas. El transepto —construido después de la reparación de los saqueos de la Guerra de los Cien Años—, alto y estrecho y con un importante tiburio (torre linterna), conecta la nave con el gran coro.
El coro, en estilo gótico radiante, cubierto por ojivas, es de mayor altura que la nave, y está rodeado por un deambulatorio con capillas radiales. Comenzado alrededor de 1260, después de la finalización de la nave, el coro aparece ya muy avanzado cuando el cabildo catedralicio decidió en 1263 que los fallecidos serían enterrados allí. El trabajo estructural y la decoración se habían completado antes de 1310, fecha de la muerte del obispo de Mathieu des Essarts.
El coro alberga la sillería de madera hecha en 1377 por Carlos II de Navarra, conde de Evreux, gracias a su donación de 200 francos oro, en fecha de 17 de junio de 1377.
En la nave central está el púlpito de madera tallada en 1675 y procedente de la abadía de Notre-Dame du Bec, fue vuelta a montar aquí en 1811.

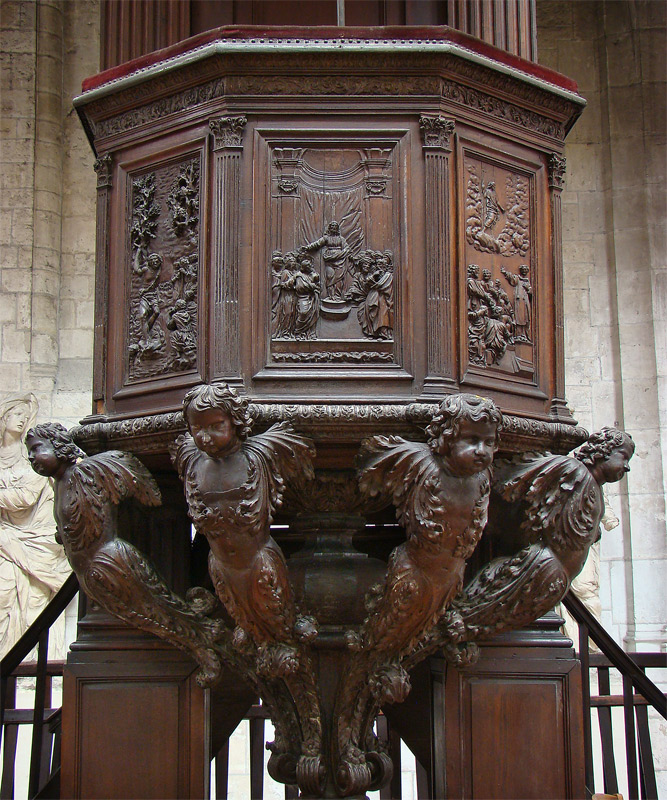
El púlpito

### Las capillas laterales
- Capillas de la nave lateral norte  (de este a oeste):

- Capilla San Andrés (antigua capilla de los Santos Apóstoles): cierre renacentista. Retablo formado por seis tablas pintadas del siglo XVII que representan a los doce apóstoles.
- Capilla San Nicolás: cierre renacentista. Estatua de María Magdalena del siglo XVI.
- Capilla San Sebastián: cierre Luis XIII. Altar de madera Luis XV con retablo del mártir de San Sebastián.
- Capilla Notre-Dame-du-Mont-Carmel.
- Capilla San Aquilino: cierre del siglo XVII. Estatua de Santa Clotilde. Vidrieras renacentistas que representan “La masacre de los Santos Inocentes”, San Raimundo de Peñafort, San Leonardo, San Aquilino y San Jorge.

- Capillas de la nave lateral sur (de oeste a este):

- Capilla de la Bonne Mort: cierre Luis XIV.
- Capilla Sainte-Anne: cierre Luis XIV. Retablo en bois sculpté del siglo XVII. Confesional Luis XIV
- Capilla de l’Annonciation: cierre Luis XIII. Altar Luis XV.
- Capilla des Saints-Anges: cierre Luis XIII. Plaque commémorative et pierre tombale de Henri-Marie Boudon († 1702), archidiacre d’Évreux.
- Capilla des fonts baptismaux: cierre renacentista. Fuentes bautismales en mármol de 1788.

### Las capillas radiales
En número de trece, están cerradas por cancelas de madera talladas entre los siglos XV al XVII. A la entrada de la nave lateral sur, también hay un calvario de terracota del siglo XVIII.
- Capillas norte (de oeste a este):

- La primera capilla norte contiene un retablo de un pintor anónimo del siglo XVII.
- Capilla de los santos obispos de Evreux: tiene un cierre de final del siglo XV de estilo gótico flamígero. Una cripta mausoleo, ahora vacío, conteníaun yacente en cobre de Mathieu des Essarts.
- Capilla Saint-Louis et Jeanne-d'Arc
- Capilla del Rosario: cierre flamígero y renacentista.

- Capillas sur (de este a oeste):

- Capilla San José: cierre del siglo XVI.
- Capilla de la Inmaculada Concepción: cierre renacentista, dado por la familia Les Postel des Minières.
- Capilla Sainte-Catherine y Saint-Jean-Baptiste, apodada en el siglo XVI como la «Chapelle des Paresseux» ("Capilla de los Perezosos"): cierre renacentista.
- Capilla de Notre-Dame de Liesse: contiene la vieja piedra angular de la antigua iglesia de Nuestra Señora de la Ronde.
- Capilla del Tesoro: cuenta con un gabinete de roble que contenía hasta el 12 de noviembre de 1792 el tesoro de la catedral. Este gabinete, obra de los huchiers de Evreux, fue realizado entre 1464 y 1467.

#### La capilla de la Madre de Dios

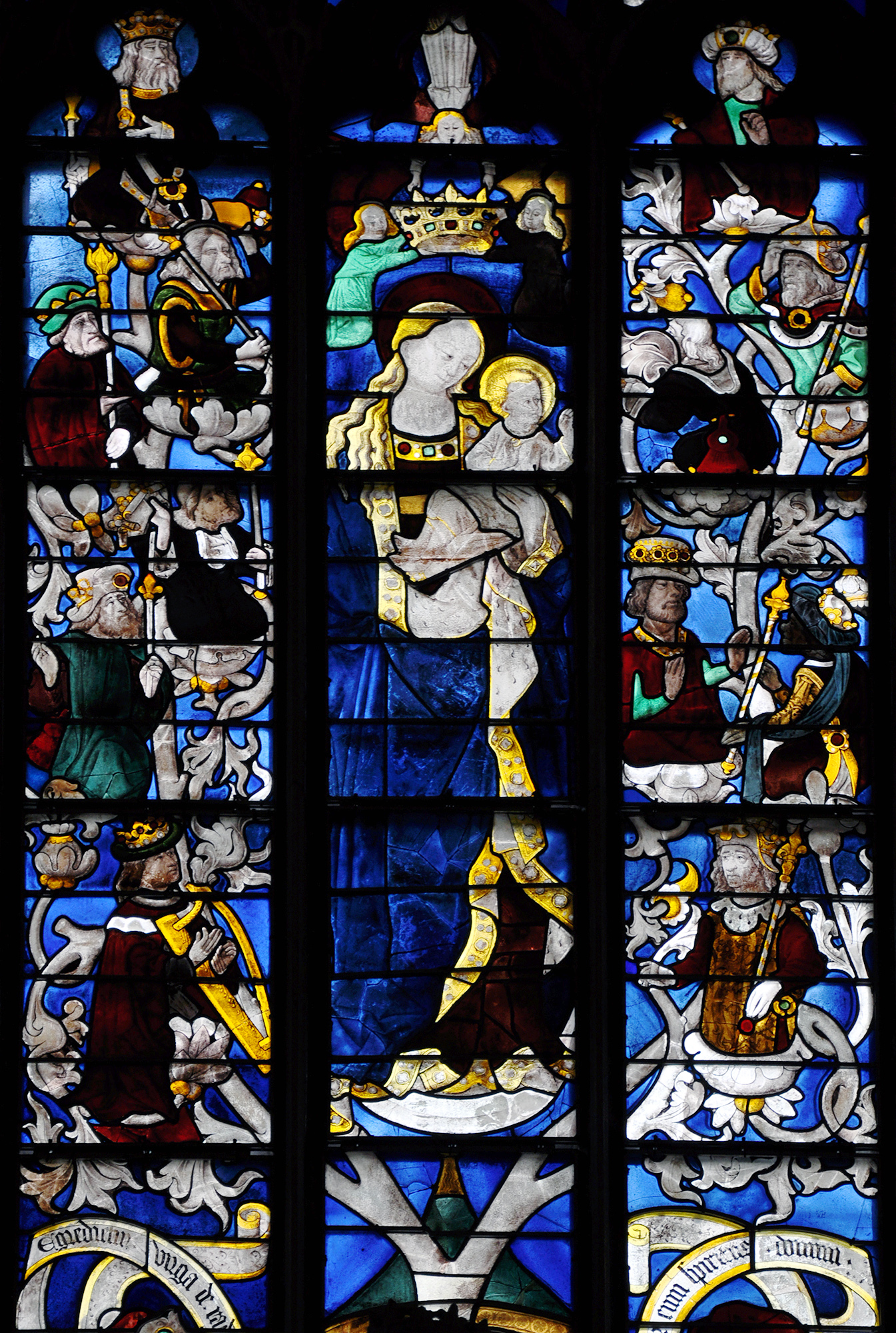
Vitral que representa el Árbol de Jesé en la capilla absidial.

La capilla absidial llamada de la Madre de Dios fue construida entre 1461 et 1470 por el obispo Jean La Bahue en 1465 para conmemorar la coronación de Luis XI. Hay en ella una Virgen con el Niño, estatua de piedra policromada que data de principios del siglo XVI, y una tabla de Gian Gian Antonio Guardi, Le Christ apparaissant aux Pèlerins d’Emmaüs ("Cristo apareciendo a los peregrinos de Emaús"), depositada por la colegial de Notre Dame Andelys.

#### Los vitrales
Desmontados durante la Segunda Guerra Mundial, se almacenaron en Niort. Fueron restaurados a partir de 1953 por Jean-Jacques Grüber.
El 19 de agosto de 1983 una tormenta de granizo destruyó las vidrieras del coro y del transepto sur.

### Las campanas
Las cinco campanas de la catedral —fundidas en 1967 por la fonderie Cornille-Havard de Villedieu-les-Poêles— se encuentran en la torre norte y la sonería se compone de:
- Marie, el bordón que suene en Sol2.
- Pierre, que suene en La2.
- Taurin, que suene en Do3.
- Marie-Madeleine, que suene en Re3.
- Gabriel, que suene en Mi3.

## Galería de imágenes

Vistas exteriores
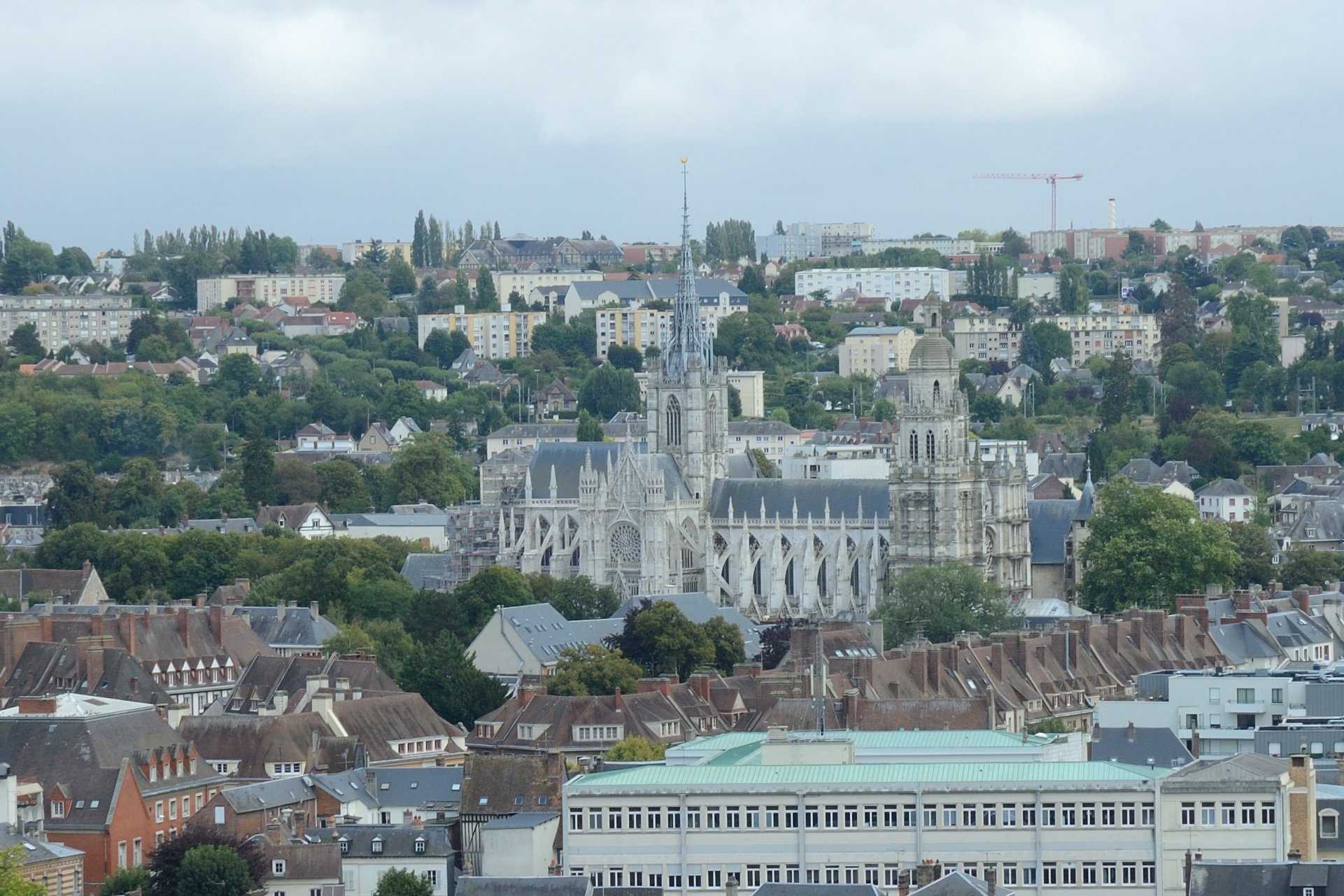
Vista lejana de la catedral
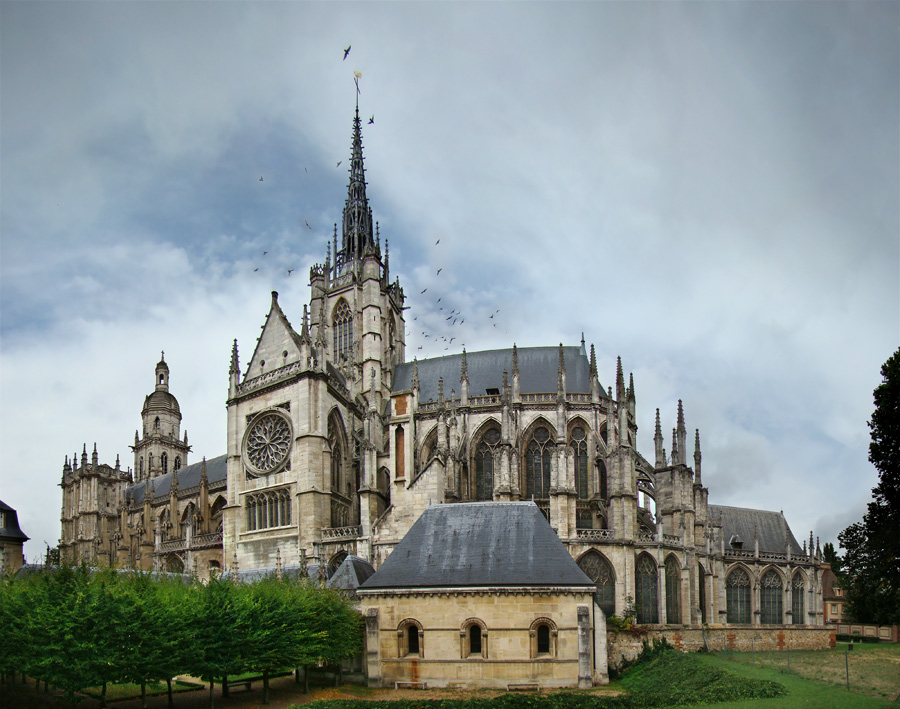
Vista del conjunto
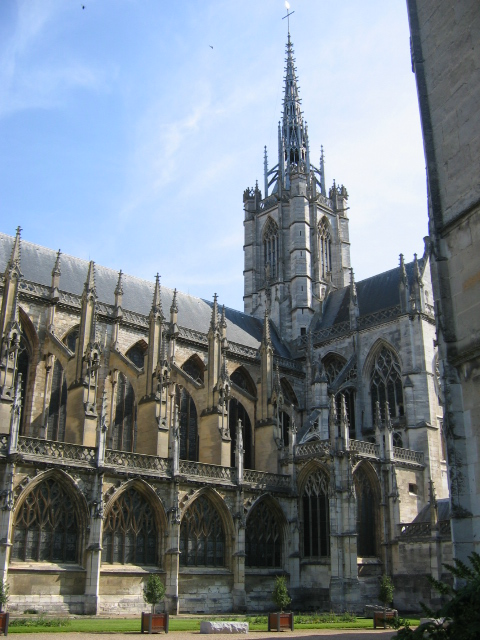
Nave, tiburio y brazo sur del transepto
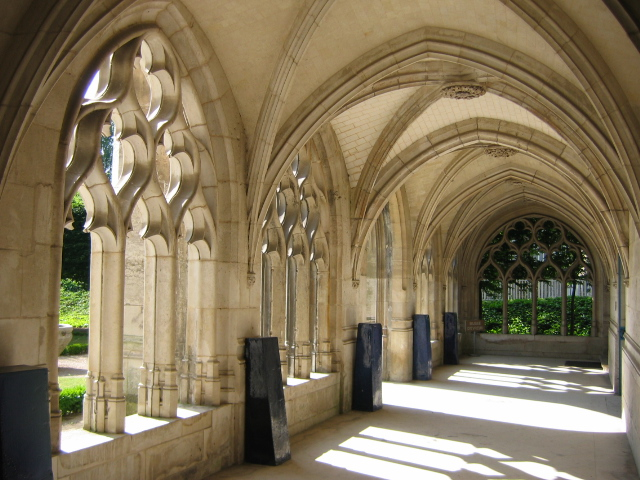
Claustro de la catedral
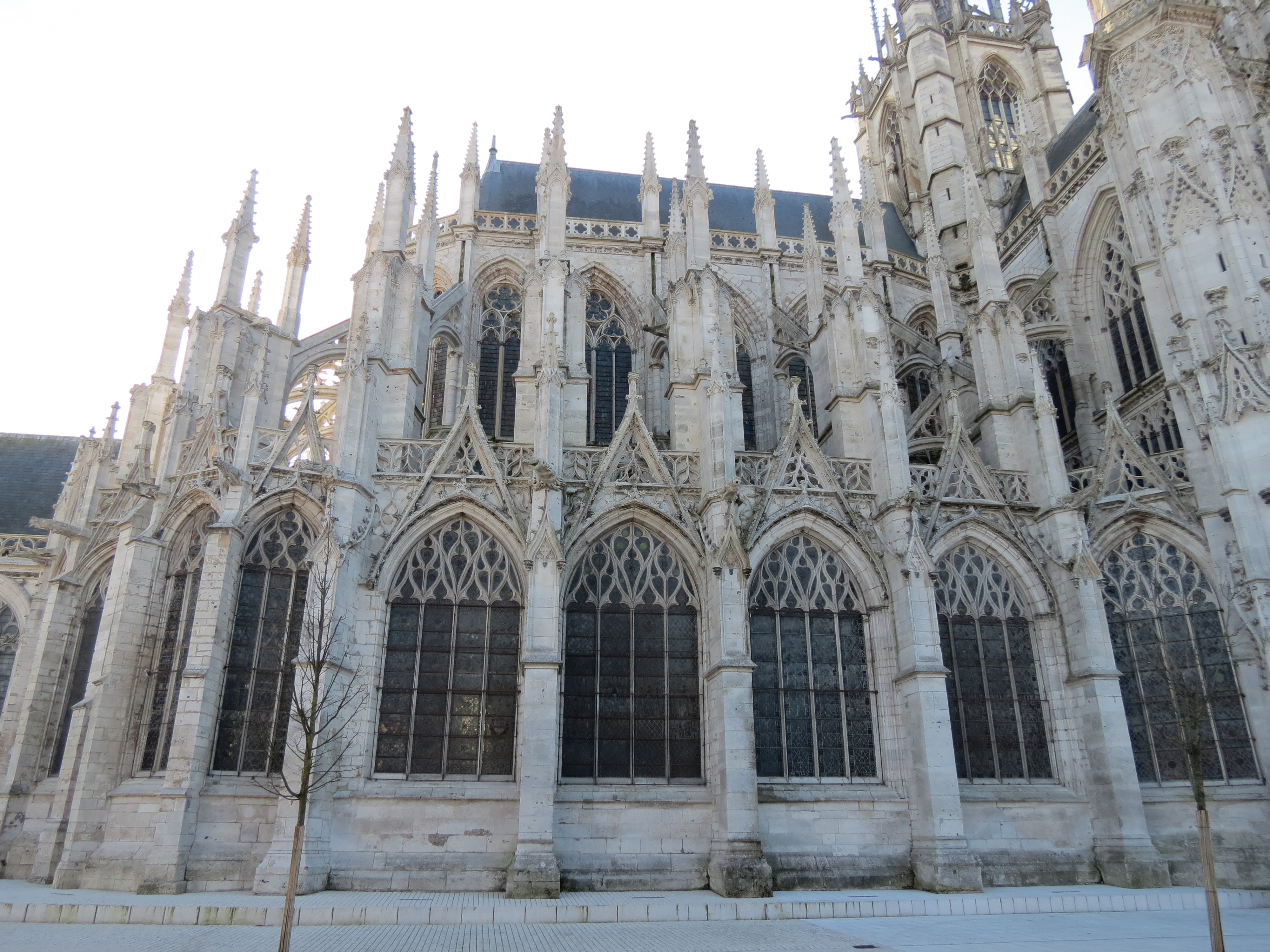
Coro de la catedral

Vistas interiores
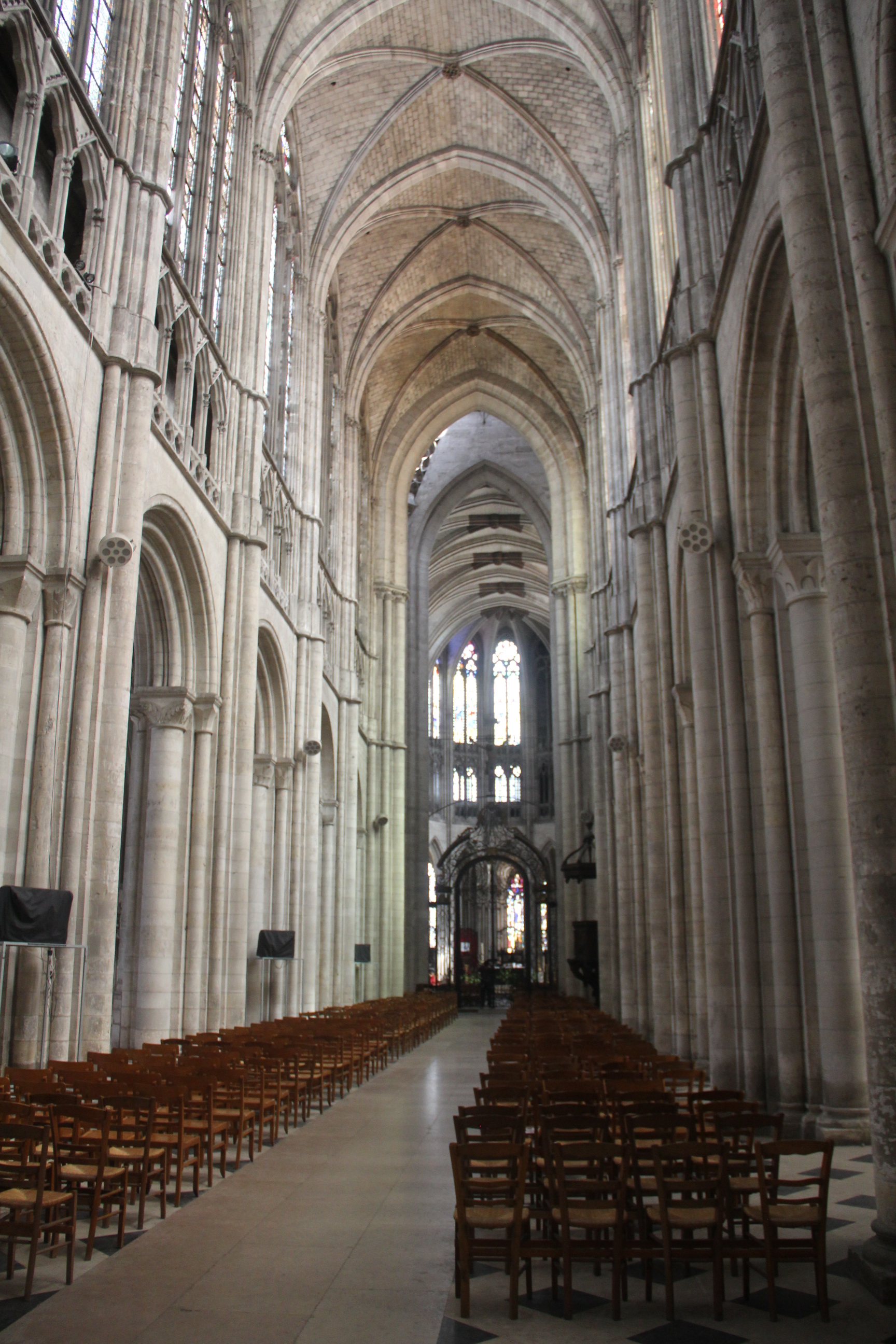
Interior de la nave
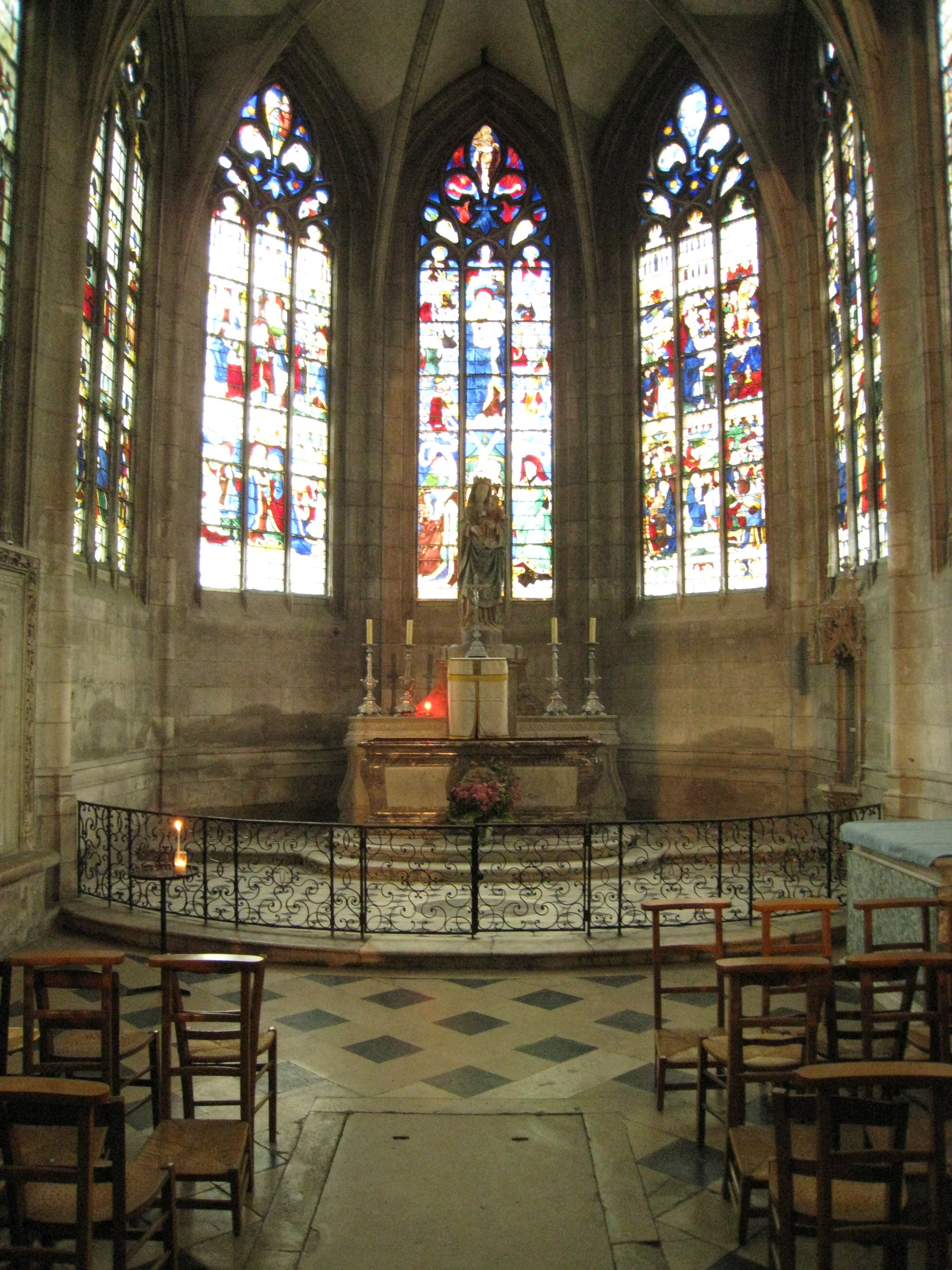
Capilla absidial llamada de la Mère de Dieu
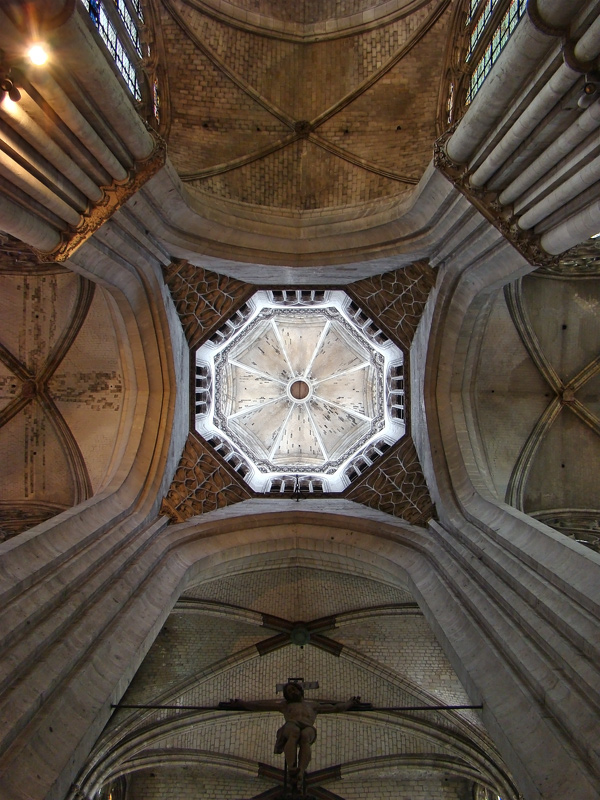
La torre-linterna
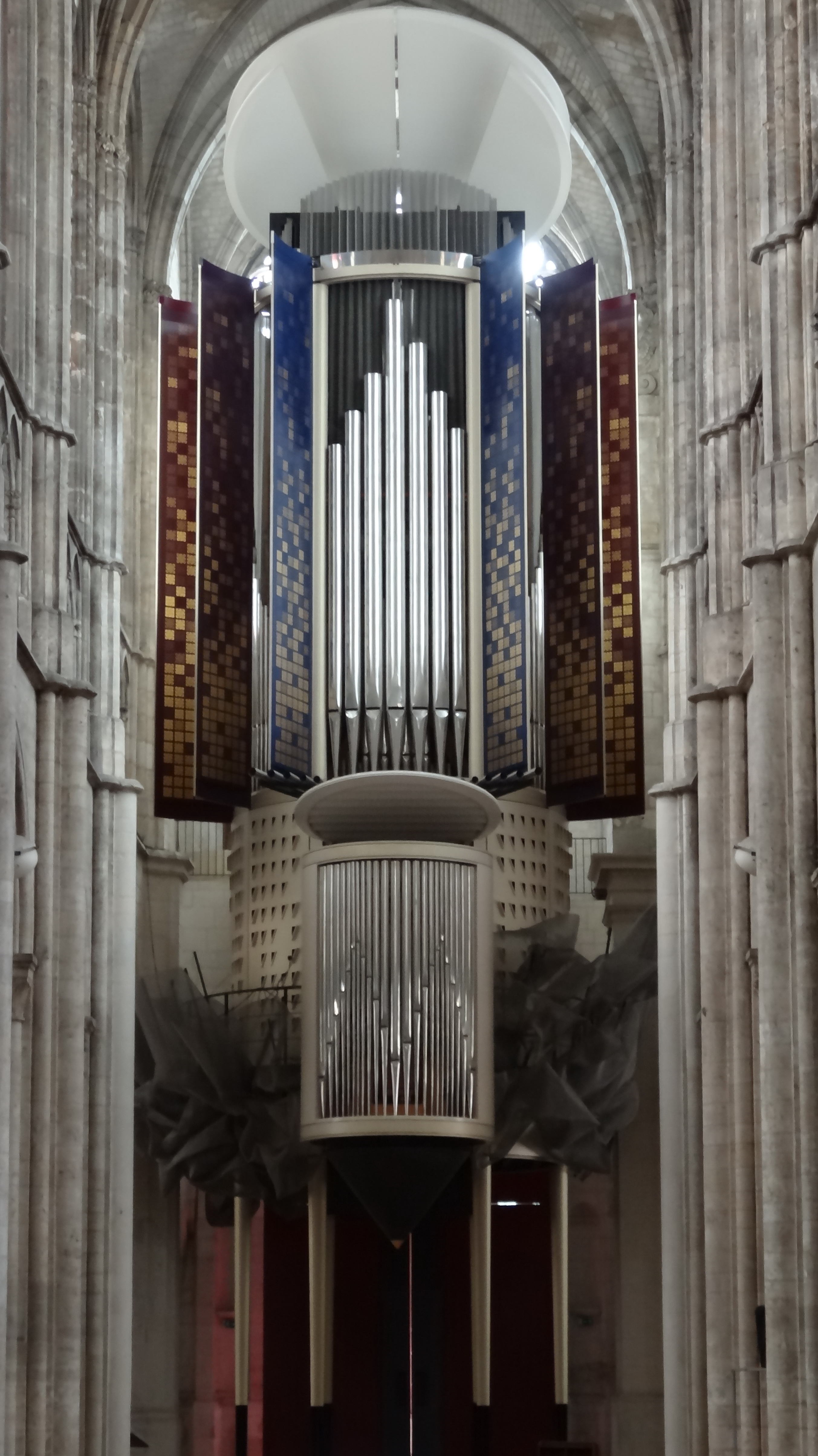
Órgano
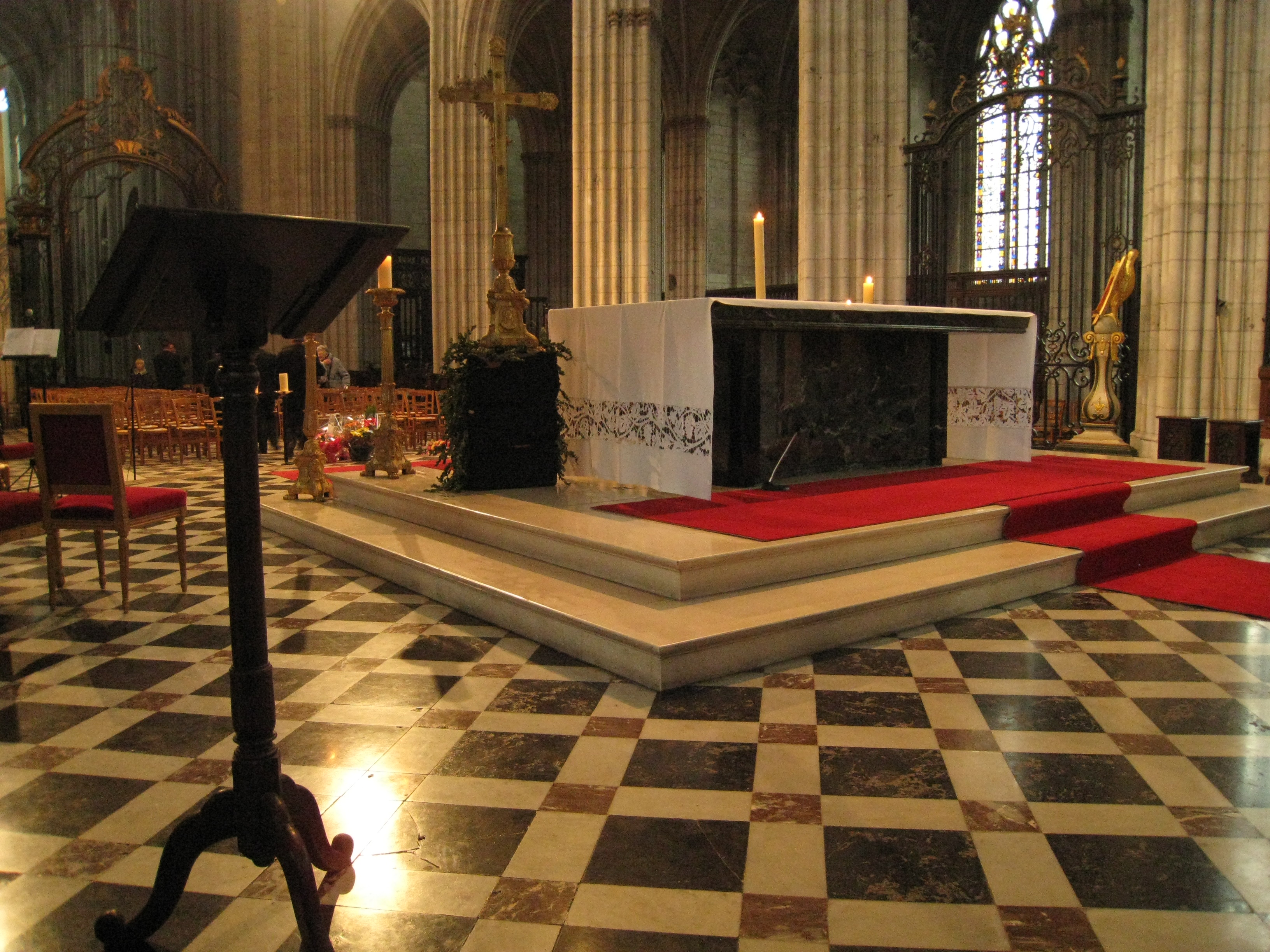
Altar de la catedral